# چرمله علیا
چرمله علیا، روستایی از توابع بخش مرکزی شهرستان سنقر در استان کرمانشاه ایران است.

## جمعیت
این روستا در دهستان باوله قرار دارد و براساس سرشماری مرکز آمار ایران در سال ۱۳۸۵، جمعیت آن ۳۸۶ نفر (۸۱خانوار) بوده‌است.

## دیدنی‌ها
آبشار چرمله در ارتفاعات کوه بدر
حمام قدیمی با قدمت دوره‌ی قاجار